# Czerwieńsk
Czerwieńsk (germană Rothenburg an der Oder) este un oraș în Polonia.